# Cartella (cancelleria)

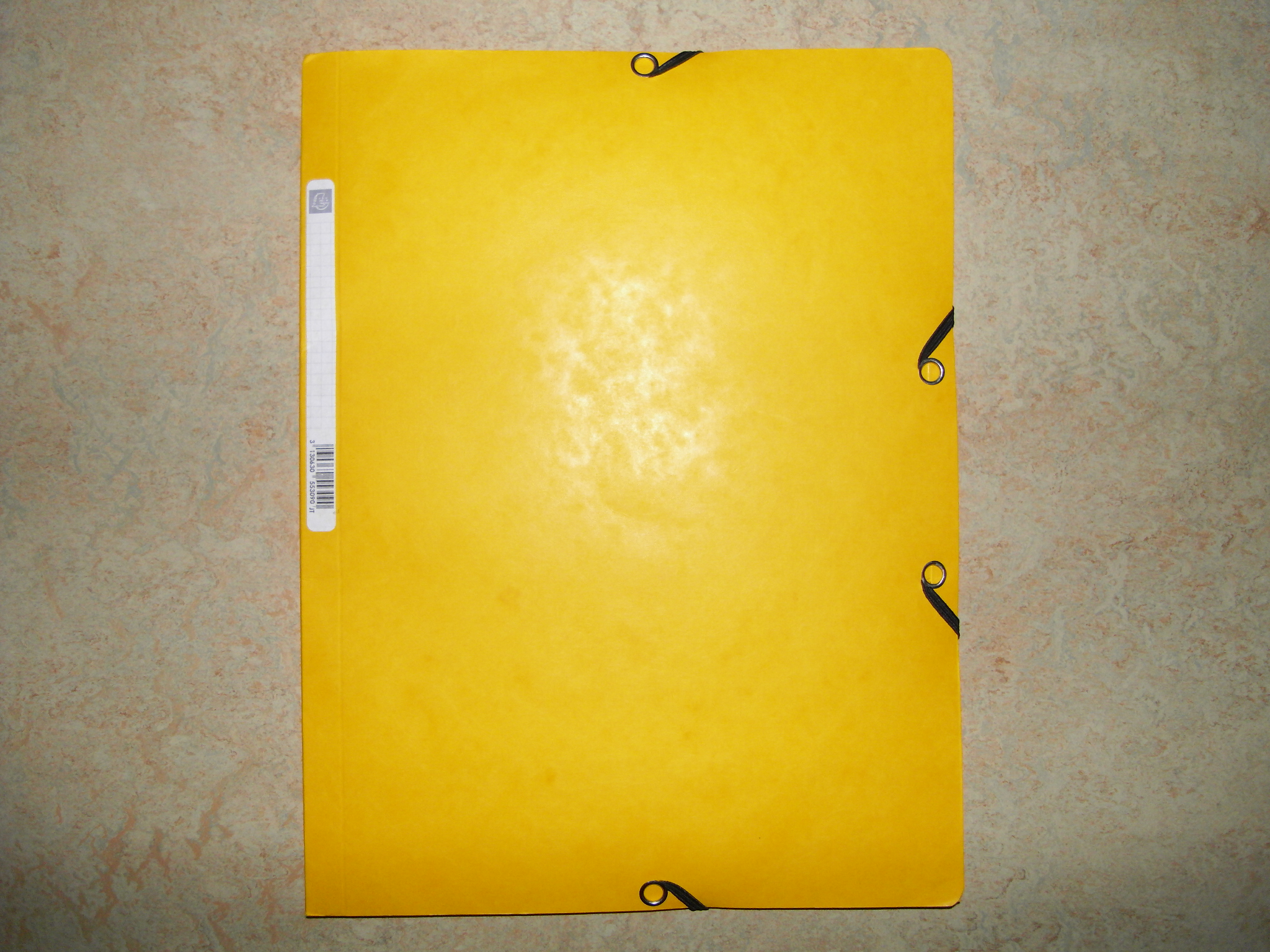
Cartella chiusa con elastici

La cartella, detta anche carpetta (nel linguaggio burocratico fascicolo o pratica), è un contenitore utilizzato per la raccolta di documenti e atti in formato cartaceo.
L'adozione del termine "carpetta" è di uso burocratico specialmente nell'Italia meridionale, tuttavia il termine può essere esteso a qualsiasi schedario di cui la cartella costituisce il singolo elemento o scheda.

## Descrizione
Solitamente le sue dimensioni non sono più piccole di quelle di un foglio A4 e dipendono dalle dimensioni del materiale che deve contenere.
Può essere realizzata in vari documenti come cartone o plastica, ed è richiudibile per mezzo di un bottone o di un elastico.

## Utilizzo
Si presta ad una molteplicità di utilizzi, ma generalmente è la componente principale di un archivio sia personale sia nelle imprese e negli enti pubblici e privati.